# Roentgen (unidad)
El roentgen o röntgen es una antigua unidad de medida para la exposición de rayos X y rayos gamma, y esta definido como la carga eléctrica alimentada por tal radiación en un volumen específico de aire dividido por la masa de ese aire (statcoulomb por kilogramo). En 1928, fue adoptado como la primera magnitud de medida internacional en ser definida para la protección radiológica, ya que fue el más fácilmente replicable método de medición de aire ionizable mediante el uso de cámaras de iones. Es llamado así por el físico alemán Wilhelm Röntgen, quien descubrió los rayos X.
Sin embargo, aunque este fue un gran paso hacia adelante en la estandarización de la medición de radiación, el roentgen tiene la desventaja que es solamente una medida de ionización del aire, y no una medida directa de absorción de radiación en otros materiales, tales como formas diferentes de tejido humano. Por ejemplo, un roentgen deposita 0.00877 grays (0.877 rads) de dosis absorbida en aire seco, o 0.0096 Gy (0.96 rad) en tejido blando. Un roentgen de rayos X debe depositar en cualquier lugar en hueso de 0.01 a 0.04 Gy (1.0 a 4.0 rad), dependiendo del haz de energía.
Como la ciencia de dosimetría de radiación se desarrolló, se dio cuenta de que el efecto de ionización, y así el daño al tejido, estaba vinculado a la energía absorbida, no solo a exposición a la radiación. Consecuentemente, nuevas unidades radiométricas para protección por radiación fueron definidas, lo cual tomó esto en cuenta. En 1953, la "International Commission on Radiation Units and Measurements (ICRU)" recomendó el rad, igual a 100 erg/g, como la unidad de medida de la nueva magnitud de radiación de dosis absorbida. El rad fue expresado en unidades cgs coherentes. En 1975, la unidad gray fue llamada como la unidad SI de dosis absorbida. Un gray es igual a 1 J/kg (ejemplo 100 rad). Adicionalmente, una nueva magnitud, el kerma, fue definido para ionización de aire como la exposición por calibración de instrumento, y de esta la dosis absorbida puede ser calculada utilizando coeficientes conocidos para materiales objetivo específicos. Hoy, para protección radiológica, las unidades modernas, dosis absorbida para absorción de energía y dosis equivalente (sievert) para efecto estocástico, son abrumadoramente utilizadas, y el roentgen es raramente utilizado. El "International Commitee for Weights and Measures (CIPM)" nunca ha aceptado el uso del roentgen.
El roentgen ha sido redefinido sobre los años. Últimamente, fue definido por la "US National Institute of Standards and Technology (NIST)" en 1998 como 2.58 x 10-4 C/kg con una recomendación de que la definición sea dada en cualquier documento  donde el roentgen es utilizado.

## Historia
El roentgen tiene sus raíces en la unidad Villard definida en 1908 por la "American Roentgen Ray Society" como "la magnitud de radiación que libera por ionización un esu de electricidad por cm3 de aire bajo condiciones normales de temperatura y presión." Utilizando 1 esu ≈ 3.33564×10−10 C y la densidad de aire de ~1.293 kg/m3 a 0 °C y 101 kPa, esto se convierte a 2.58 x 10-4 C/kg, el cual es el valor moderno dado por el NIST.
{\displaystyle {\Bigl [}1{\frac {\text{esu}}{{\text{cm}}^{3}}}{\Bigr ]}{\Bigl [}1,000,000{\frac {{\text{cm}}^{3}}{{\text{m}}^{3}}}{\Bigr ]}{\frac {{\Bigl (}3.33564\times 10^{-10}{\frac {\text{C}}{\text{esu}}}{\Bigr )}}{{\Bigl (}1.293{\frac {\text{kg}}{{\text{m}}^{3}}}{\Bigr )}}}=(2.58\times 10^{-4}){\frac {\text{C}}{\text{kg}}}}
Esta definición fue utilizada bajo diferentes nombres (e, R, y unidad alemana de radiación) por los siguientes 20 años. Mientras tanto, al roentgen francés le fue dado una definición diferente, el cual cuantifica 0.444 R alemán.

### Definiciones ICR
En 1928, el "International Congress of Radiology (ICR)" definió el roentgen como "la magnitud de radiación X, la cual, cuando los electrones secundarios son totalmente utilizados y el efecto pared de la cámara se evita, produce en 1 cc de aire atmosférico a 0 °C y presión de 76 cm de mercurio tal grado de conductividad que 1 esu de carga es medido a corriente de saturación." El 1 cc de aire establecido tendrá una masa de 1293 mg a las condiciones dadas, así en 1937, el ICR reescribió esta definición en términos de su masa de aire en lugar de volumen, temperatura y presión. La definición de 1937 fue también extendida a rayos gamma, pero después tapado a 3 MeV en 1950.

### Definición GOST
En 1934, mientras tanto, el comité de estándares de toda - la unión (GOST) de la URSS ha adoptado una definición significativamente diferente del roentgen. Los estándares GOST 7623 lo definieron como "la dosis física de rayos X que produce cambios cada uno de una unidad electrostática en magnitud por cm3 de volumen irradiado en aire a 0 °C y  presión atmosférica normal cuando la ionización es completa." La distinción de dosis física de dosis causa confusión, alguna de la cual puede haber llevado a Cantrill y Parker informar que el roentgen ha llegado a quedarse corto para 83 ergs por gramo (0.0083 Gv) de tejido. Ellos llamaron esta magnitud derivada, la física equivalente roentgen (rep) para distinguirla de la roentgen ICR.

### Definición ICRP
La introducción de la unidad de medida roetgen, la cual confió sobre la medición de ionización del aire, remplazando las primeras prácticas menos precisas que confiaban en exposición atiempada, exposición de película, o fluorescente. Esto guio el camino a límites de exposición establecida, y al "National Council on Radiation Protection and Measurements" de los Estados Unidos estableció el primer límite de dosis formal en 1931 como 0.1 roentgen por día. La "International X-ray and Radium Protection Commitee", ahora conocido como la "International Commission n Radiological Protection (ICRP)" pronto siguió con un límite de 0.2 roentgen por día en 1934. En 1950, la ICRP redujo su límite recomendado a 0.3 roentgen por semana para exposición de todo el cuerpo.
La "International Commission on Radiation Units and Measurements (ICRU)" tomó sobre la definición del roentgen en 1950, definiendo lo como "la magnitud de radiación X o y, tal que la emisión corpuscular asociada por 0.001 293 gramos de aire produce, en aire, iones llevando 1 unidad electrostática de magnitud de electricidad de cualquier signo. El tapón de 3 MeV no fue más parte de la definición, pero la degradada utilidad de esta unidad a energías de haz alto fue mencionada en el texto acompañante, Mientras tanto, el nuevo concepto de hombre equivalente roentgen (rem) ha sido desarrollado.
Empezando en 1957, la ICRP comenzó a publicar sus recomendaciones en términos de rem y el roentgen cayo en desuso. La comunidad de imagen médica aun tiene una necesidad para medidas de ionización, pero ellos, gradualmente, convergieron en usar C/kg como legado, el equipo fue remplazado. La ICRU recomendó redefinir el roentgen para ser exactamente 2.58 x 10-4 C/kg en 1971.

### Unión Europea
En 1971, la Comunidad Económica Europea, en la Directiva 71/354/EEC, catalogó las unidades de medida que pueden ser utilizadas "para .. propósitos de ... salud pública". La directiva incluye el curie, el rad, el rem y el roentgen como unidades permisibles, pero requiere que el uso del rad, rem y roentgen sea revisada antes del 31 de diciembre de 1977. Este documento definió el roentgen como exactamente 2.58 x 10-4 C/kg, como por las recomendaciones de ICRU. La Directiva 80/181/EEC, publicada en diciembre de 1979, la cual reemplazó la Directiva 71/354/EEC, explícitamente, catalogaba el gray, becquerel, y sievert para este propósito y requería que el curie, rad, rem y roentgen sean desfasados para el 31 de diciembre de 1985.

### Definición NIST
Actualmente, el roentgen raramente es utilizado y el "International Commitee for Weights and Measures (CIPM)" nunca aceptó el uso del roentgen. Desde 1977 a 1998, las traducciones del folleto SI del US NIST estableció que el CIPM aceptó, temporalmente, el uso del roentgen (y otras unidades radiológicas) con unidades SI desde 1969. Sin embargo, la única decisión relacionada del CIPM mostrada en el apéndice es con respecto al curie en 1964. Los folletos NIST definieron el roentgen como 2.58 x 10-4 C/kg, a ser empleado con exposiciones de radiación X o Y, pero no establece el medio a ser ionizado. Los folletos SI actuales del CIPM excluyen el roentgen de las tablas de unidades no-SI aceptadas para uso con el SI. El US NIST aclaró en 1998 que estaban dando sus propias interpretaciones del sistema SI, por lo cual aceptó el roentgen para uso en los US con el SI, mientras reconoce que el CIPM no. Para entonces, la limitación a radiación X y Y ha sido botada. El NIST recomienda definir el roentgen en cada documento donde es usada esa unidad. El uso continuo del roentgen esta fuertemente desalentado por el NIST.

## Relación con otras unidades radiométricas
Inicialmente la magnitud que se medía en röntgen se denominó "dosis de radiación", y fue la más utilizada para cuantificar la cantidad de radiación ionizante y para relacionarla con sus efectos, especialmente con los biológicos. Cuando se comprendieron mejor los detalles de la interacción de la radiación con los medios materiales, se vio que la exposición sólo podía definirse de forma precisa para fotones (rayos X o gamma) que interaccionen con el aire. Su utilidad, por lo tanto, es limitada, ya que no es aplicable a otros tipos de radiación (partículas alfa, electrones, etc.) ni a otros materiales. Por eso se han definido posteriormente otras magnitudes más generales, que cuantifican la energía depositada por la radiación en cualquier medio; la más importante es la dosis absorbida, cuya unidad en el SI es el gray, aunque todavía se usa el rad, que es la centésima parte de un gray. No obstante, se da el hecho de que un haz de rayos X que produce una exposición de 1 roentgen depositará en el tejido humano una dosis de 0,96 rads; esta casi igualdad numérica hace que a veces se confundan estas dos unidades.